# Sophie Poirier
Pour les articles homonymes, voir Poirier (homonymie).
Sophie Poirier, connue aussi sous le nom de femme Lemarchand, le 18 mars 1830 à Troissy (Marne) et morte le 21 mai 1879 à Auberive (Haute-Marne), est une couturière qui fut une militante républicaine lors de la Commune de Paris en 1871. Elle est présidente du Comité de vigilance de Montmartre,.

## Biographie

### Arrivée à Paris
Sophie Poirier arrive à Paris en 1868. Durant le siège de Paris, elle ouvre un atelier coopératif de confection d'uniformes qui compte 70–80 ouvrières,,.  
En juillet 1869, Poirier soutient le manifesto de l'association féministe mené par André Léo Revendication des droits de la femme en signant citoyenne Poirier. 
En 1870, son mari, couvreur, meurt,.  

### Engagement communard
Après la fondation du Comité de vigilance de Montmartre en septembre 1870 par Georges Clemenceau, Poirier le dirige et collabore avec ses adhérents qui comptent, entre autres, Louise Michel et Anna Jaclard,. Michel raconte que Poirier, Blin et Béatrix Excoffon allèrent la chercher à la sortie de sa classe pour créer le comité. Poirier obtient également un local du maire, Clemenceau, pour le comité. Poirier signale à la police des proches des Versaillais dans le cadre de ce comité.
Poirier créa et présida le club de la Boule Noire et Beatrix Excoffon en fut la vice-présidente. Pour ce club politique destiné aux femmes uniquement, un appartement rue des Acacias dans le XVIIe arrondissement de Paris fut réquisitionné à sa demande,,. La prostitution, l’organisation du travail, ou l’éducation des jeunes filles sont autant de sujets débattus par ce club. La mort de l'Archevêque de Paris, Georges Darboy, et le renversement de la colonne Vendôme y furent votés.
Son atelier coopératif ferme dû au manque de travail le 10 mars 1871. Sophie Poirier, en compagnie des membres du comité Jaclard et Léo, réagit à la proclamation de la Commune au moment de sa proclamation 18 mars 1871 et devient ambulancière.
Lors de son procès, le juge remarque un « passé exempte de tout reproche », d'une femme qui s'occupait des « moyens d'améliorer le sort des femmes en général ». Pour cette raison, elle est accusée d'« avoir fait preuve d'une grande exaltation » et cela résulte dans sa condamnation. Le 10 avril 1872, le 26e conseil de guerre la condamne à la déportation dans une enceinte fortifiée qui fut la prison centrale d’Auberive où elle resta jusqu’à la fin de sa vie. 

## Hommage
Une rue de La Rochelle porte son nom. 